# 川上千尋 (アイドル)
川上 千尋（かわかみ ちひろ、1998年〈平成10年〉12月17日 - ）は、日本のアイドルであり、女性アイドルグループNMB48および派生ユニットだんさぶるのメンバーである。かつて、ベビーモデルをしていた。旧チームNの元キャプテン。
大阪府出身。Showtitle所属。

## 経歴
2012年
- 12月23日、第4期生オーディションに合格[2]。

2014年
- 2月、チームBIIに昇格[3]。

2016年
- 2月、山本彩・薮下柊・木下春奈と共に阪神タイガース TORACO応援隊長に就任[4]。プロ野球情報番組『虎バン』にもレギュラー出演[5]。
- 5月7日、阪神甲子園球場で行われた阪神タイガース対東京ヤクルトスワローズ戦の試合前に始球式を行う。打者は木下春奈。[6]
- 10月18日、神戸ワールド記念ホールで開催された『NMB48 6th Anniversary LIVE』で発表された「NMB48大組閣」において、2017年よりチームM所属になる事が発表される。
- 同年12月28日発売のNMB48の16thシングル「僕以外の誰か」で初めて表題曲選抜入り[7]。

2017年
- 5月27日、阪神甲子園球場で行われた阪神タイガース対横浜DeNAベイスターズ戦の試合前にファーストピッチセレモニーを行う。打者は山本彩加[8]。

2018年
- 6月9日、阪神甲子園球場で行われた阪神タイガース対千葉ロッテマリーンズ戦の試合前に打者役でファーストピッチセレモニーを行う。投手は城恵理子[9]。

2019年
- 1月1日、「NMB48大組閣」として、3月1日からチームNキャプテンへの就任が発表される[10]。

2020年
- 2月、ダンスユニットエグスプロージョンのまちゃあきが原案・演出を務める「ANSWER」で舞台初主演[11]の予定だったが新型コロナウイルス感染症の影響で延期[12]。
- 4月、「甲子園グルメ大使」に就任[13]。
- 9月、「難波鉄砲隊其之九」のファン投票では6位にランクインし、カップリング曲選抜メンバーに選出。

2021年
- 1月1日、新春特別公演で発表されたチーム解体に伴うくじ引き抽選で、Cグループの「W1N-C」に所属。
- 5月、加藤光大が脚本・演出を務める爆走おとな小学生の舞台「サイキック学園〜青春超能力バトル〜」にヒロイン役で出演。

2022年
- 1月1日、「NMB48大組閣」でチームMへの所属が発表される。
- 2月、IKKANが脚本、金谷かほりが演出を務める30-DELUX OSAKA「シェイクス2022」で初のミュージカルに挑戦。
- 3月27日、ロームシアター京都で行われた『NMB48 NAMBATTLE2 〜がむしゃらにならなNMBちゃうやろっ!〜』最終イベント昼公演にて発表された、「NAMBATTLE J」の最終結果で1位に選ばれJoshinのCM出演権を獲得。さらに同夜公演で発表された「NAMBATTLE 愛」の最終結果でも1位に選出、同年9月21日に発売のNMB48の27thシングル「好きだ虫」で自身初となるシングル表題曲センターを務めた[14]。
- 9月11日、阪神甲子園球場で行われた阪神タイガース対中日ドラゴンズ戦の試合前に始球式を行う。打者は岡林勇希[15]。

2023年
- 4月28日、趣味の野球に特化したYouTubeチャンネル「ちっひーTV」を開設。
- 6月30日、阪神甲子園球場で行われたファーム公式戦阪神タイガース対オリックス・バファローズ戦の試合前に始球式を行う。打者は安達了一[16]。
- 7月14日、NMB48大組閣で秋から始動のチームNへの所属が発表される。
- 7月27日、阪神甲子園球場で行われた阪神タイガース対読売ジャイアンツ戦の試合前に始球式を行う。打者は吉川尚輝[17]。
- 10月、吉本新喜劇の川畑泰史が作演出の舞台「音楽劇 ピノキオ〜絵本の中の僕〜」にて舞台初主演。

2024年
- 5月4日、阪神甲子園球場で行われた阪神タイガース対くふうハヤテベンチャーズ静岡戦の試合前に始球式を行う。打者はB.バスケス[18]。
- 7月19日、阪神甲子園球場で行われた阪神タイガース対広島東洋カープ戦の試合前に始球式を行う。打者は秋山翔吾。試合前やイニング間には球団公式チアチームのタイガースガールズと共にダンスパフォーマンスを披露した[19]。

2025年
- 6月12日、NMB48劇場チームN「N ship」公演にて、卒業発表[20][21][22]。
- 6月28日、日鉄鋼板SGLスタジアムで行われたファームの阪神タイガース対中日ドラゴンズ戦の試合前にファーストピッチを行う[23]。
- 7月29日、阪神甲子園球場で行われた阪神タイガース対広島東洋カープ戦の試合前に始球式を行う。打者は大盛穂。グループ卒業を発表している為、アイドルとしては最後の始球式となる[24]。
- 12月23日、川上千尋卒業コンサートをオリックス劇場で開催予定[25][26]。

## 人物
愛称は、ちっひー。
特技は小学校1年生から8年間続けたフィギュアスケート（6級）。
同じリンクで練習していた小芝風花の転身を見て芸能界を目指すようになった。レッスン料が無料のところを探してNMB48のオーディションを受けたという。
阪神タイガースファンである。ファンになった理由は家族と観戦した試合でマット・マートンのホームランを目の当たりにしたことであり、しばしば阪神甲子園球場や阪神鳴尾浜球場に通い観戦している。
また、NMB48の27thシングル選抜メンバーによる17LIVE個人リレー配信内で、一番好きな選手の応援歌は桧山進次郎とマット・マートン（ともに元阪神タイガース）の応援歌と答えている。2016年から2018年まで3年連続で阪神甲子園球場でTORACO DAYに始球式やファーストピッチセレモニーに登場。2022年9月11日には阪神甲子園球場で阪神対中日戦の始球式を担当。2023年に阪神タイガース公式コラボグッズを販売している。
普通自動車免許を取得している。

## NMB48での参加楽曲

### シングル選抜楽曲
NMB48
- 「僕らのユリイカ」に収録
  - さや姉
- 「カモネギックス」に収録
  - サングラスと打ち明け話 - 「研究生」名義
  - もう裸足にはなれない - 「難波鉄砲隊其之四」名義
- 「高嶺の林檎」に収録
  - 一週間、全部が月曜日ならいいのに…
  - 山へ行こう - 「難波鉄砲隊其之伍」名義
- 「らしくない」に収録
  - スターになんてなりたくない - 「Team BII」名義
- 「Don't look back!」に収録
  - ロマンティックスノー - 「Team BII」名義
  - ニーチェ先輩 - 「難波鉄砲隊其之六」名義
- 「ドリアン少年」に収録
  - どうでもいい人仮面
  - 心の文字を書け! - 「Team BII」名義
  - サヨナラ、踵を踏む人 - 「難波鉄砲隊其之七」名義
- 「Must be now」に収録
  - 空腹で恋愛をするな - 「Team BII」名義
- 「甘噛み姫」に収録
  - フェリー - 「Team BII」名義
- 「僕はいない」に収録
  - 妄想マシーン3号機 - 「Team BII」名義
- 僕以外の誰か
  - 恋は災難 - 「Team M」名義
- 「ワロタピーポー」に収録
  - 　本当の自分の境界線 - 「Team M」名義
- 「欲望者」に収録
  - 四字熟語ガールズ - 「Team M」名義
- 「僕だって泣いちゃうよ」に収録
  - ロマンティックなサヨナラ - 「アンダーガールズ」名義（内木志とのWセンター）
  - True Purpose - 「Team M」名義
- 床の間正座娘
  - 焼け木杭 - 「Team N」名義
  - 2番目のドア
- 母校へ帰れ!
  - がっつきガールズ - 「Team N」名義
  - やさしさの稲妻 - 「だんさぶる!」名義
- 初恋至上主義
  - ごめん 愛せないんだ - 「Team N」名義
- だってだってだって
  - 涯 - 「Team N」名義
- 恋なんかNo thank you!
  - アイラブ豚まん
  - ダンシングハイ - 「Team N」名義
  - 告白の空砲 - 「難波鉄砲隊其之九」名義
- シダレヤナギ
  - 落とし穴
- 恋と愛のその間には
  - 夢中人
- 好きだ虫（センター）
  - なぜ、僕は立ち上がるのか? - 「Team M」名義
- 渚サイコー!
  - ジンクスとゲンカツギ - 「Team N」名義
- これが愛なのか?
  - Now
  - 夏のDestination - 「Team N」名義
  - 青春テトラポット - 「テトラ」名義
  - おとめのアイス - 「テトラ」名義
- がんばらぬわい
  - 愛が終わってもSelfish - 「白組」名義
- チューストライク
  - Gotcha - 「Team N」名義

### アルバム選抜楽曲
NMB48
- 『てっぺんとったんで!』に収録
  - てっぺんとったんで!
- 『世界の中心は大阪や 〜なんば自治区〜』に収録
  - 君にヤラレタ - 「Team BII」名義
- 『難波愛〜今、思うこと〜』に収録
  - まさかシンガポール
  - 難波愛
- 『NMB13』に収録
  - Done
  - 青春のラップタイム 2023
  - 今さら道頓堀
  - 想像のピストル

### 劇場公演ユニット曲
NMB48名義
NMB48 研究生公演「青春ガールズ」
- 雨の動物園

チームBII 3rd Stage「逆上がり」
- 愛の色
- エンドロール

チームM「アイドルの夜明け」公演
- 天国野郎
- 残念少女（白間美瑠のアンダー）
- 口移しのチョコレート（渋谷凪咲のアンダー）

チームN 5th Stage「N Pride」公演
- 西瓜BABY
- Hell or Heaven（太田夢莉のアンダー）
- シャワーの後だから（吉田朱里のアンダー）

小嶋花梨プロデュース「難波愛 〜今、小嶋が思うこと〜」公演
- ジッパー

難波鉄砲隊其之九「告白の空砲」公演
- キャンディー

チームM 4th Stage「恋は突然やってくる」公演
- She's gone

チームN 7th Stage「N ship」
- 過ち

「天使のユートピア」公演
- SPARK

## 出演

### テレビドラマ
- よるドラ 閻魔堂沙羅の推理奇譚 第5話（2020年11月28日、NHK総合） - 中岡芽以 役[33]
- コンビニ★ヒーローズ〜あなたのSOSいただきました!!〜 第2話（2022年10月19日、関西テレビ・BSフジ） - 萌 役[34]
- アイドル失格（2024年1月13日 - 3月30日、BS松竹東急） - 一ノ瀬萌 役[35]

### スポーツ番組
- 虎バン（2016年 - 2018年、朝日放送）[5][注 1]
  - Joshin PRESENTS 虎バンSP 阪神タイガースファン感謝デー2022（2022年12月4日） - MC[36]

### ラジオ番組
- ハートコレクトNMB♡ supported by Joshin（2022年5月7日 - 2023年3月25日、FM大阪）- パーソナリティ
  - スマイルコネクトNMB☆ supported by Joshin（2023年4月1日 - 、FM大阪）
- NMB48のオールナイトニッポンX（2022年6月9日、ニッポン放送）- メインパーソナリティ[37]
- スーパーコスモグループpresents 虎たまプレミアム!（2022年9月26日 - 2023年3月20日、ABCラジオ）- レギュラーMC[38]
  - スーパーコスモグループpresents 川上千尋の虎たまプレミアム!（2023年10月2日 - 2024年3月25日、(第2期)2024年10月4日 - 、ABCラジオ）[39]
- MBSベースボールパーク土曜日『虎子コーナー・すきだ虎』（2022年11月19日 - 2023年3月25日、MBSラジオ）
  - MBSベースボールパーク土曜日『ちっひー・バヤシのAREの時間』（2023年11月18日 - 2024年3月23日、MBSラジオ）
- 祝100年！いとしの甲子園（2024年8月3日、NHKラジオ第1）[40]

### 映画
- 翔んで埼玉 〜琵琶湖より愛をこめて〜（2023年11月23日、東映）[41]

### CM
- Joshin（2022年4月 - ）

### 舞台
- 劇団エグスプロージョン「ANSWER」（2020年2月27日 - 3月1日、ABCホール / 3月4日 - 8日、シアターサンモール）[11] - ヒカリ 役 ※中止
- Otona Project 第三十三弾 爆走おとな小学生 第十五回全校集会「勇者セイヤンの物語〜ノストラダム男の大予言〜」（2021年1月29日 - 31日、COOL JAPAN PARK OSAKA TTホール）[42] - ソウコ 役 ※中止
- Otona Project 第三十五弾 爆走おとな小学生 第十六回全校集会「サイキック学園 ～青春超能力バトル～」（2021年5月12日 - 16日、こくみん共済coopホール／スペース・ゼロ / 5月22日・23日、石川県こまつ芸術劇場うらら） - ヒロイン・滋味敦子 役[43][44]
- 30-DELUX OSAKA「ミュージカル シェイクス2022」（2022年2月4日 - 6日、近鉄アート館） - ヒロイン・江口メイ 役[45]
- 30-DELUX OSAKA「シェイクス2023 - KANSAI side -」（2023年2月8日 - 12日、近鉄アート館）- 苫米地蘭子 役[46][47]
- dysmic Entertainment「音楽劇 ピノキオ〜絵本の中の僕〜」（2023年10月19日 - 22日、ABCホール）- ピノキオ 役[48][49]
- FINAL FANTASY BRAVE EXVIUS 幻影戦争 THE STAGE（2024年2月23日 - 3月3日、ヒューリックホール東京） - マシュリー・ホルン 役[50]
- 30-DELUX OSAKA feat. 劇団Fierce「パーフェクトヒーロー」（2025年2月5日 - 9日、近鉄アート館）- 瀬川和子 役[51]
- 30-DELUX 「30-DELUX Special Theater 2025 デスティニー -アドラメレクの鏡-」（2025年4月18日 - 28日、サンシャイン劇場／5月3日 - 4日、久留米シティプラザ ザ・グランドホール／5月16日 - 18日、サンケイホールブリーゼ／5月23日 - 25日、名古屋市芸術創造センター／5月28日、さいたま市文化センター 大ホール） - アイシャ 役[52]
- 青空メロディーズ〜Last melody〜（2025年7月27日、CBGKシブゲキ!!） - スペシャルゲスト[53]。

### ネット配信
- 魔!淀川キャッチボール部（2017年12月11日 - 2018年1月22日、大阪チャンネル） - ひろこ 役[54]

## 書籍

### 雑誌・連載
- 月刊タイガース（2023年1月号 - 、阪神タイガース） - 「ちっひー虎の虫」を連載[55]